# Chavismo y la santería

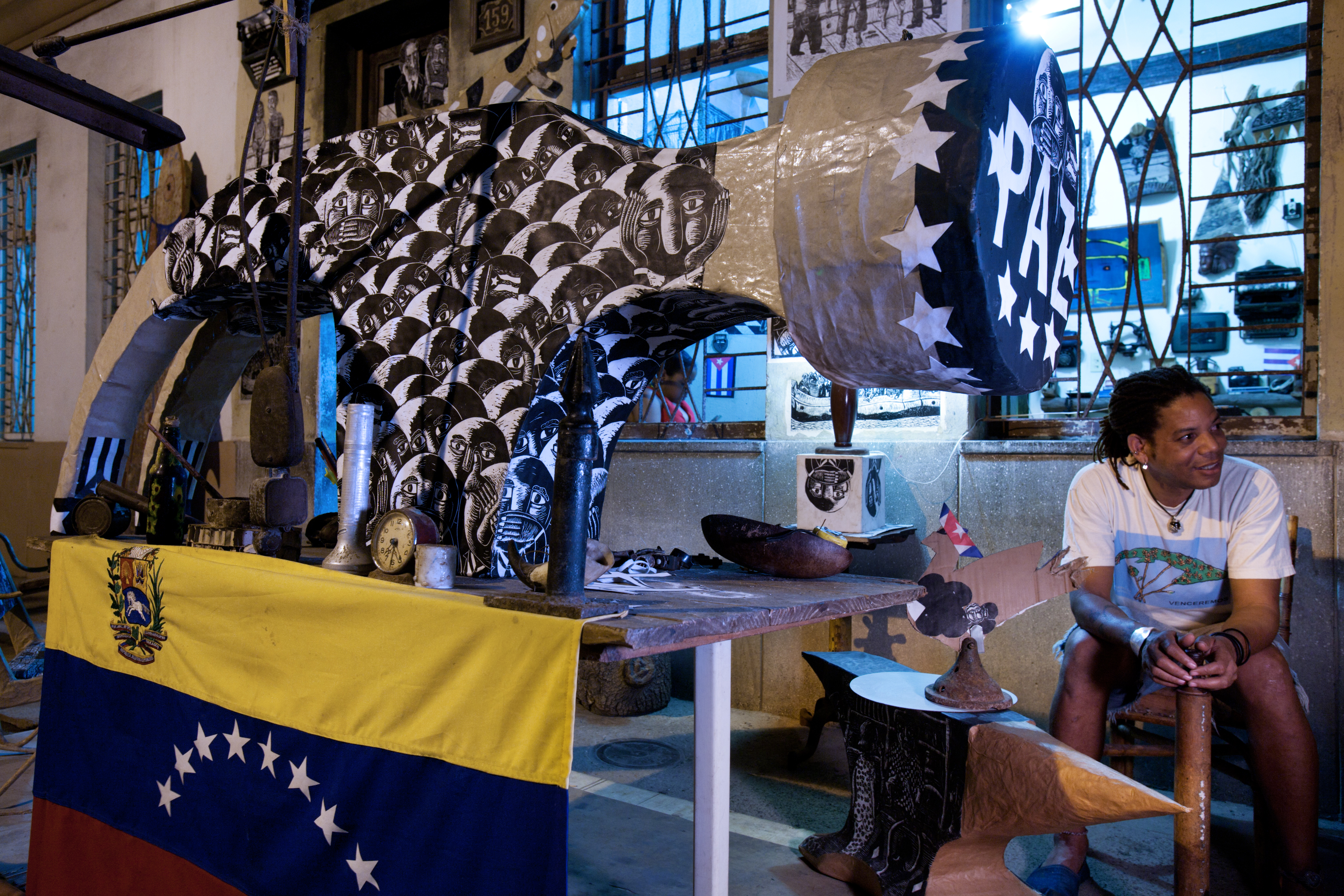
Obra del escultor santero Lázaro Salsita con la bandera de Venezuela.

La relación del chavismo y la santería (una práctica espiritual proveniente de los Yoruba del oeste de África y popular en varios países caribeños) ha sido un tema de discusión en la política y literatura. El tema es abordado en el libro «Los brujos de Chávez», del periodista David Placer, donde recaba decenas de testimonios al respecto.

## Historia

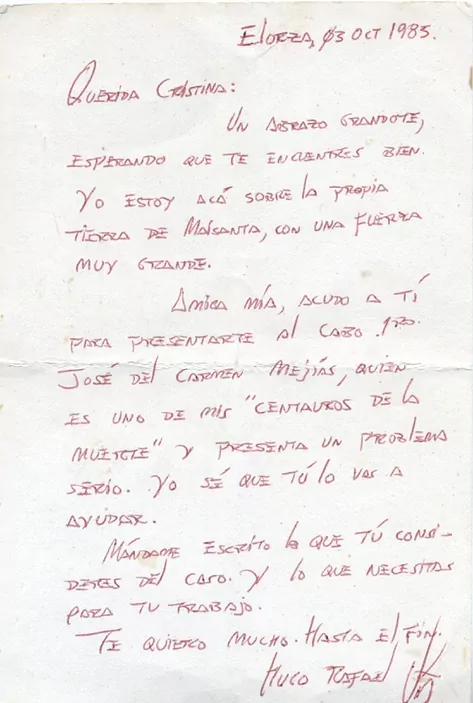
Carta de Hugo Chávez a Cristina Marksman el 3 de octubde de 1985

El periodista David Placer recabó decenas de testimonios para investigar la relación entre el chavismo y la santería, incluyendo a su ex ministro de la defensa Raúl Baduel, los cuales publicó en 2016 en el libro «Los brujos de Chávez». Otros de los testimonios que afirman sobre la influencia de la santería en el chavismo ha sido el de Hugo Carvajal, exjefe de la contrainteligencia militar de Venezuela, quien ha declarado que Nicolás Maduro gasta cientos de miles de dólares en santeros cubanos.  David Placer también toca el tema en su libro «El dictador y sus demonios».
Según el libro «Los brujos de Chávez», el primer contacto de Hugo Chávez con el esoterismo fue en 1987, cuando conoció a la vidente Cristina Marksman, hermana de su amante Herma Marksman. Entre las predicciones que Cristina le habría hecho a Chávez, se encontraban que sería presidente de Venezuela, pero siendo encarcelado primero, que enfermaría gravemente y que moriría antes de los 60 años.
Durante la investigación para su libro, Placer consiguió y fotografió un altar dedicado a la santería en el palacio presidencial de Miraflores que incluía una cabeza de caimán, velones y ofrendas. Otros de los hallazgos del periodista fue una copa de cristal con caramelos, pétalos y miel sobre la espada de Simón Bolívar para atraer su espíritu. La presencia de dichos altares no ha sido desmentida por voceros gubernamentales. El periodista también afirma que varios santeros, o babalawos, sirvieron como guías espirituales en el gobierno venezolano y tuvieron presencia en organismos estatales y en empresas. Uno de los rituales señalados presuntamente fue la exhumación de Simón Bolívar en 2010.